# Jacques Maître
Pour les articles homonymes, voir Maître.
Jacques Maître (24 octobre 1925 - 6 mars 2013) est un sociologue des religions français.

## Biographie
Il fait des études de philosophie à la Sorbonne, avant de devenir chercheur en sociologie au CNRS à partir de 1952. Membre fondateur, puis directeur, du Groupe de sociologie des religions (CNRS), il appartient ensuite à l'Unité 158 de l'INSERM intitulée « Savoirs et pratiques dans le champ médical »,.

## Publications
- Sociologie des religions et sociologie de la presse, Paris, Éditions du CNRS, 1956.
- avec Gabriel Le Bras, Émile Poulat, Émile G. Léonard et Henri Desroche, Mesure des appartenances religieuses en France, Clermont-Ferrand, G. de Bussac, [1956]
- Dénombrements de catholiques pratiquants en France, Clermont-Ferrand, G. de Bussac, 1957.
- Les Prêtres ruraux devant la modernisation des campagnes, Paris, Éditions du Centurion, 1967.
- avec Julien Potel et Paul Huot-Pleuroux, Le Clergé français. Évolution démographique, nouvelles structures de formation, images de l'opinion publique, Paris, Éditions du Centurion, 1967.
- Sociologie religieuse et méthodes mathématiques, Paris, PUF, 1972.
- documentation réunie et présentée par Jacques Maître et préface d'Émile Poulat, Les stigmates de l'hystérique et la peau de son évêque: Laurentine Billoquet (1862-1936), Paris, Anthropos, 1993.
- Une inconnue célèbre : Madeleine Lebouc (Pauline Lair Lamotte) (1863-1918), préface de G. Lantéri-Laura, Paris, Anthropos, 1993.
- L'autobiographie d'un paranoïaque: l'abbé Berry (1878-1947), avant-propos dialogué avec Pierre Bourdieu, et le roman Introïbo de Billy, Paris, Anthropos, 1994.
- « L'orpheline de la Bérésina » : Thérèse de Lisieux, (1873-1897). Essai de psychanalyse socio-historique, préf. dialoguée de Michèle Bertrand et Ginette Raimbault, Paris, Éditions du Cerf, 1995.
- Mystique et féminité. Essai de psychanalyse sociohistorique, Paris, Éditions du Cerf, 1997.
- Anorexies religieuses, anorexie mentale. Essai de psychanalyse sociohistorique: de Marie de l'Incarnation à Simone Weil, Paris, Éditions du Cerf, 2000.